# NGC 3073
NGC 3073 é uma galáxia elíptica (E/SB0) localizada na direcção da constelação de Ursa Major. Possui uma declinação de +55° 37' 06" e uma ascensão recta de 10 horas, 00 minutos e 52,2 segundos.
A galáxia NGC 3073 foi descoberta em 1 de Abril de 1790 por William Herschel.